# 上巴拉圭
上巴拉圭是巴西马托格罗索州的一个市镇。总面积2052.519平方公里，总人口8151人，人口密度4人/平方公里。